# Porcari
Porcari är en ort och kommun i provinsen Lucca i regionen Toscana i Italien. Kommunen hade 8 961 invånare (2018).